# Ремчугово
Ремчуго́во (рос. Ремчугово) — присілок у складі Сєверного району Оренбурзької області, Росія.

## Населення
Населення — 134 особи (2010; 171 у 2002).
Національний склад (станом на 2002 рік):
- росіяни — 81 %